# Manolo (Fußballspieler)
Manolo (* 17. Januar 1965 in Cáceres; bürgerlich Manuel Sánchez Delgado) ist ein ehemaliger spanischer Fußballspieler.

## Karriere

### Verein
Manolo begann seine Karriere in seiner Heimatstadt bei CP Cacereño. Nach zwei Spielzeiten bei CE Sabadell wechselte er 1985 zu Real Murcia und stieg mit dem Verein umgehend in die Primera División auf. Sein Debüt in der höchsten spanischen Spielklasse feierte er am 31. August 1986 gegen Real Madrid. Im Verlauf dieses Spiels, das mit 1:3 verloren ging, schoss Manolo sein erstes von insgesamt 21 Erstliga-Toren für Real Murcia.
Zur Saison 1988/89 wurde Manolo von Atlético Madrid unter Vertrag genommen. In der spanischen Hauptstadt feierte er an der Seite seines Sturmpartners Paulo Futre die größten Erfolge seiner Karriere. 1991 und 1992 gewann Atlético die Copa del Rey. Darüber hinaus sicherte sich Manolo in der Saison 1991/92 mit 27 Toren den Titel des Torschützenkönigs.
1995 verließ er den Verein und ließ seine Karriere bei UD Mérida in der Segunda División ausklingen.

### Nationalmannschaft
Manolo bestritt insgesamt 28 Länderspiele für die spanische Nationalmannschaft. Das erste von insgesamt neun Länderspieltoren schoss er im Rahmen seines Debüts am 16. November 1988 gegen Irland. Ferner repräsentierte er sein Land bei der Weltmeisterschaft 1990 in Italien.

## Erfolge
- Copa del Rey: 1991, 1992 (mit Atlético Madrid)
- Pichichi-Trophäe: 1992